# Babelle
Babelle is een mode-cartoon die in 2001 werd ontworpen door de Nederlandse kunstenaar Roland Maas. Het verhaal achter Babelle was dat ze uit de getekende wereld was ontsnapt om een modellencarrière in de reële wereld te beginnen. Om dit concept te versterken werd ze getekend in fotografische beelden. Ze kreeg haar eigen website, een eigen social media-pagina, ze gaf interviews en werd geboekt voor modereportages. Hoewel Babelles carrière geen lang leven beschoren was, werd ze in 2021 door studenten aan de Universiteit van Hamburg uitgeroepen tot eerste virtuele fashion influencer.

## Geschiedenis
- 2001: Eerste schets van Babelle, dan nog Baboes geheten.
- 2002: Baboes verschijnt voor het eerst in de media in het Nederlandse modevakblad LINK.
- 2004: De naam Baboes in Babelle veranderd met het oogmerk het virtueel model internationaal in licentie aan te bieden. Maas creëerde illustraties, animaties, website en interviews en omschreef Babelle als 'toonmodel', afkomstig van cartoon-model. Verschillende media 'boekten' haar als 'The World's First Toonmodel' voor reportages of interviews alsof ze ook werkelijk een levend model was.[3]
- 2008: Babelle is te zien in de korte animatiefilm Sensual Sensory Reality.[4] De film is een presentatie voor de ontwerpen van de Belgische modeontwerper Romy Smits[5] en werd gepubliceerd in het Future Tense gedeelte van SHOWstudio.com.

Hetzelfde jaar verscheen ook een badmode-brochure met alleen maar Babelle als model waarbij het concept van ´toonmodel´ (of avatar-achtige presentatie) werd toegepast.
- 2010: Babellissimo.com wordt gepubliceerd. Een site waarbij jonge talenten worden uitgedaagd een kledingstuk voor Babelle te ontwerpen.[6]
- 2012: Maas stopt met het Babelle project.[7]
- 2021: Tijdens een onderzoeksproject over digitale mode aan de universiteit van Hamburg wordt Babelle uitgeroepen tot eerste virtual fashion influencer. Het project werd gepresenteerd tijdens de expositie Virtuelles Beiwerk in Hamburg.[8]